# ايب سكيب 3
```
ايب سكيب 3:
 
(
بالإنجليزية
: 
Ape Escape 3
)‏
 
لعبة فيديو
 
بلاي ستيشن 2
 و طورت من قبل شركة 
جابان ستوديو
 وتم نشرها بواسطة شركة 
سوني إنتراكتيف إنترتينمنت
 في عام 2005.
[
1
]
```

## طريقة اللعب
Specter ، زعيم Pipo Monkeys ، مع العالم البشري الدكتور Tomoki لمساعدته في خططه الشريرة. إنهم ينشئون محطات تلفزيونية محمية بواسطة Freaky Monkey Five حيث يخططون لبث Specter TV في جميع أنحاء العالم. العروض التي يتم بثها تضع كل إنسان على هذا الكوكب باستثناء البطلين التوأمين كي ويومي وعمتهم آكي وناتالي في نشوة طائشة. عندما أبلغت ناتالي كي ويومي أن سبايك وجيمي والبروفيسورأصيبوا جميعًا بالبرنامج التلفزيوني ، خرجوا للقبض على القرود وإحباط سبيكتر والدكتور توموكي.
مهمتهم هي الذهاب إلى كل مجموعة أفلام ، والتقاط جميع القرود الموجودة فيها ، وتدمير القمر الصناعي هناك. يلتقط كي ويومي بسهولة القرد الأبيض والقرد الأزرق والقرد الأصفر . عندما وصلوا إلى محطة التلفزيون حيث يوجد Pink Monkey ، فشلت محاولات Kei و Yumi للقبض عليها وتهرب. تمكنوا من القبض على القرد الأحمر بعد ذلك.
عندما يصلون إلى مدينة Tomoki ، يتحدى Tomokiهم لخوض معركة في روبوت Tomo-King العملاق. بعد هزيمته من قبل Kei و Yumi ، وتعرضه للإذلال من قبل Spectre والدفاع عنه من قبل الأطفال ، قام بتغيير تحالفاته لمساعدة الأبطال وأخذهم إلى الفضاء لهزيمة شريكه السابق. بمجرد وصولهم إلى قاعدة عمليات Specter في الفضاء الخارجي ، محطة الفضاء SARU-3 ، يقومون بالتقاط جميع القرود وإلغاء تنشيط مجموعات الأفلام في طريقهم إلى Specter. عندما وصلوا إلى Spectre ، يكشف عن خطته لـ "Twin Heavens". يخطط لاستخدام ذراع محطته الفضائية لتقطيع الأرض إلى نصفين والاحتفاظ بنصفها للقرود. نظرًا لأن النصف الآخر كان مخصصًا في الأصل للدكتور توموكي ، فهو لا بأس في ترك ذلك للبشر للقتال. إنه يرفض قبول أن هذا سيؤدي أيضًا إلى تدمير الكوكب بأكمله.
ينشط Specter خطته ويدخل في ملكه الجديد Gorillac Mech في معركة زعيم. بعد هزيمة Kei و Yumi والتقاط Specter ، يذكر الدكتور Tomoki التوأمين بأن Chop Rocket لا يزال في مسار مكثف نحو الأرض. يسرع الدكتور Tomoki Kei و Yumi للهروب من القمر الصناعي ، مؤكداً أنه سيتبعه بعد إيقاف خطة Specter. في الحقيقة ، إنه يعرف أن الطريقة الوحيدة لإيقاف "Twin Heavens" هي جعل محطة الفضاء تدمر نفسها. ينشط آلية التدمير الذاتي مع هروب التوائم.
لقد نجا ، كما هو موضح في الاعتمادات النهائية. يكشف عن نفسه لـ Kei و Yumi و Aki مع روبوت أنقذه من SARU-003.
بعد فترة وجيزة من هزيمة سبيكتر ، أعاد Pink Monkey إطلاق سراحه وبقية Freaky Monkey Five. ثم يشرع Kei و Yumi في استعادة Freaky Monkey Five وجميع القرود المتبقية التي فقدوها من قبل. بعد التقاطهم جميعًا ، اكتشف آكي أن محطة الفضاء SARU-003 لم يتم تدميرها تمامًا وأن Specter يختبئ هناك مرة أخرى.
يصل Kei و Yumi بعد فترة وجيزة ليجدوا Specter يسلم نفسه بشكل غريب. يقع Yumi في حب كذبة Specter قبل أن يتمكن Kei من تحذيرها ، مما يؤدي إلى القبض عليهم. تمكنوا من الهروب من أسرهم ، وضربوا سبيكتر ، والقبض عليه مرة واحدة وإلى الأبد. بعد ذلك ، يذهب التوأم إلى المنزل ويستعدان للذهاب إلى المدرسة.